# 2023年インドネシア・マスターズ (バドミントン)
2023年インドネシア・マスターズ (DAIHATSU Indonesia Masters 2023)は、1月24日から1月29日まで開催されたインドネシア・マスターズである。会場は、ジャカルタ、イストラ・ゲロラ・ブン・カルノ。この大会は、BWFワールドツアースーパー500として開催された。

## 競技結果
| 種目           | 金                                              | 銀                             | 銅                                                          |
| -------------- | ----------------------------------------------- | ------------------------------ | ----------------------------------------------------------- |
| 男子シングルス | ジョナタン・クリスティー                        | チコ・アウラ・ドウィ・ワルドヨ | 石宇奇                                                      |
| 男子シングルス | ジョナタン・クリスティー                        | チコ・アウラ・ドウィ・ワルドヨ | 伍家朗                                                      |
| 女子シングルス | 安洗塋                                          | カロリナ・マリン               | 王祉怡                                                      |
| 女子シングルス | 安洗塋                                          | カロリナ・マリン               | 韓悦                                                        |
| 男子ダブルス   | レオ・ローリー・カルナンド ダニエル・マーティン | 何濟霆 周昊東                  | 保木卓朗 小林優吾                                           |
| 男子ダブルス   | レオ・ローリー・カルナンド ダニエル・マーティン | 何濟霆 周昊東                  | 劉雨辰 欧烜屹                                               |
| 女子ダブルス   | 劉聖書 張殊賢                                   | 福島由紀 廣田彩花              | ジョンコルファン・キティタラクル ラウンダ・プラジョンジャイ |
| 女子ダブルス   | 劉聖書 張殊賢                                   | 福島由紀 廣田彩花              | タン・パーリー ティナア・ムラリタラン                       |
| 混合ダブルス   | 馮彥哲 黄東萍                                   | 蒋振邦 魏雅欣                  | 金子祐樹 松友美佐紀                                         |
| 混合ダブルス   | 馮彥哲 黄東萍                                   | 蒋振邦 魏雅欣                  | トム・ジケル デルフィン・デルリュ                           |